# Дубки (Саратовская область)
Дубки — посёлок в Гагаринском районе Саратовской области Российской Федерации. С 1 января 2022 года входит в состав городского округа Саратова.

## История
Посёлок был основан в 1930 году одновременно с аэродромом Дубки. Название происходит от того, что на месте населённого пункта была дубрава.
На полях сражений в годы Великой Отечественной войны около 150 жителей посёлка не вернулись домой. В 1969 году на средства местного населения по проекту скульптора Тимофеева был возведён монумент в память о защитниках Отечества.
Птицефабрика была градообразующим предприятием здесь. В 1960-х годах её производство стало расширяться, в посёлке начался быстрый рост населения. Благодаря этом хозяйству сам посёлок нередко называли «птицеградом». Предполагалось сделать Дубки центром Саратовского района. В 1987 году народный суд был размещён на территории населённого пункта.
Школа в посёлке открылась в 1956 году. В 1975 году обосновалась в специально построенном трёхэтажном здании.
Одно из старейших сооружений посёлка — местный аэроклуб, был создан в 1930 году. На местном аэродроме в 1955 году познавал первые уроки лётной профессии первый космонавт Земли Юрий Алексеевич Гагарин. Учебный авиационный центр областного комитета ДОСААФ СССР по подготовке пилотов вертолётов Ми-2 был создан на базе аэроклуба в 1964 году. В начале 1990-х годов возрождён и действует спортивный центр РОСТО Саратовской области.

## Физико-географическая характеристика
Посёлок расположен на севере Саратовского района, на водораздельной возвышенности рек Гусёлка и Курдюм. Расстояние до областного центра составляет 16 км. С областным центром посёлок связан крупной автотрассой и автобусным сообщением. Через посёлок проходит автодорога южный подход до аэропорта Гагарин.
| С-З | Аткарск ~ 94 км Ртищево ~ 198 км          | Петровск ~ 105 км Пенза ~ 227 км                    | Хвалынск ~ 215 км Сызрань ~ 291 км | С-В |
| З   | Балашов ~ 221 км Воронеж ~ 521 км         | Роза ветров                                         | Ершов ~ 196 км Озинки ~ 314 км     | В   |
| Ю-З | Жирновск ~ 195 км Ростов-на-Дону ~ 882 км | Саратов ~ 22 км Волгоград ~ 213 км Камышин ~ 397 км | Новоузенск ~ 228 км                | Ю-В |

Климат
Климат умеренно-холодный. Наблюдается большое количество осадков, даже в самый засушливый месяц (согласно классификации климатов Кёппена — Dfa). Среднегодовая температура в городе Дубки — 6,3 °C. Среднегодовая норма осадков — 446 mm. Наименьшее количество осадков выпадает в марте и составляет 26 mm. Наибольшее количество осадков выпадает в августе, в среднем 45 mm.
| Показатель                        | Янв.  | Фев. | Март | Апр. | Май  | Июнь | Июль | Авг. | Сен. | Окт. | Нояб. | Дек. | Год |
| --------------------------------- | ----- | ---- | ---- | ---- | ---- | ---- | ---- | ---- | ---- | ---- | ----- | ---- | --- |
| Средняя температура, °C           | −10,2 | −9,7 | −4   | 8,1  | 15,6 | 20,4 | 22,3 | 20,6 | 14,5 | 6,4  | −1,5  | −6,9 | 6,3 |
| Норма осадков, мм                 | 40    | 28   | 26   | 26   | 38   | 42   | 44   | 45   | 40   | 35   | 42    | 40   | 446 |
| Источник: Дубки (норма 1982-2012) |       |      |      |      |      |      |      |      |      |      |       |      |     |

Часовой пояс
Дубки, как и вся Саратовская область, находится в часовой зоне МСК+1. Смещение применяемого времени относительно UTC составляет +4:00.

## Население
| 2002 | 2010  | 2021  |
| ---- | ----- | ----- |
| 4046 | ↗4416 | ↗4596 |

По национальному признаку в составе населения посёлка преобладают русские.

## Экономика
В посёлке работает мясокомбинат, являющийся одним из крупнейших в области и градообразующим для населённого пункта.Годовые объёмы производства составляют 63,3 тысячи тонн на общую сумму 8,9 миллиардов рублей. Численность работающего персонала — 2335 человек.
В конце 2012 года запущена первая очередь завода битумно-полимерных материалов.
В западных окрестностях посёлка функционирует современное тепличное хозяйство «Совхоз-Весна» общей площадью 25 га стеклянных теплиц. Объем производства по основным производственным культурам — 12.250 тонн в год. Здесь трудятся 609 работников.
В северной части посёлка работает мебельная фабрика «Эванти», которая занимается производством диванов, кресел, кроватей и прочей мебельной продукции.
Также в Дубках располагается Саратовское представительство АО НПК «Катрен» (крупнейший поставщик медикаментов в России) с логистическим центром на площади 11 тысяч квадратных метров.
На территории посёлка действуют 18 предприятий торговли, 4 предприятия общественного питания. Действуют также сельскохозяйственные предприятия и фермерские хозяйства (самые крупные — ООО «Аграрий» и НПП ООО «Агросемсервис»). В одном из личных подсобных хозяйств занимаются козоводством.

## Инфраструктура
В посёлке работают:
- детский сад «Веснушки»;
- дом культуры;
- центральная детская библиотека, в которой представлены 6198 экземпляров книг, оформлена подписка на 14 периодических изданий. Пользуются библиотекой 600 человек[12];
- амбулатория.

Посёлок полностью газифицирован, имеется центральный водопровод. Осуществляет деятельность частная общественная баня.
Средняя общеобразовательная школа идёт в ногу со временем, оснащена современной техникой, предлагает образовательные услуги в том числе по направлению 14 дополнительных кружков. В школу осуществляется подвоз учеников на школьных автобусах из Расловки и Новой Липовки. В 2020 году была сдана в эксплуатацию новая современная дополнительная секцию-пристройка к школе.

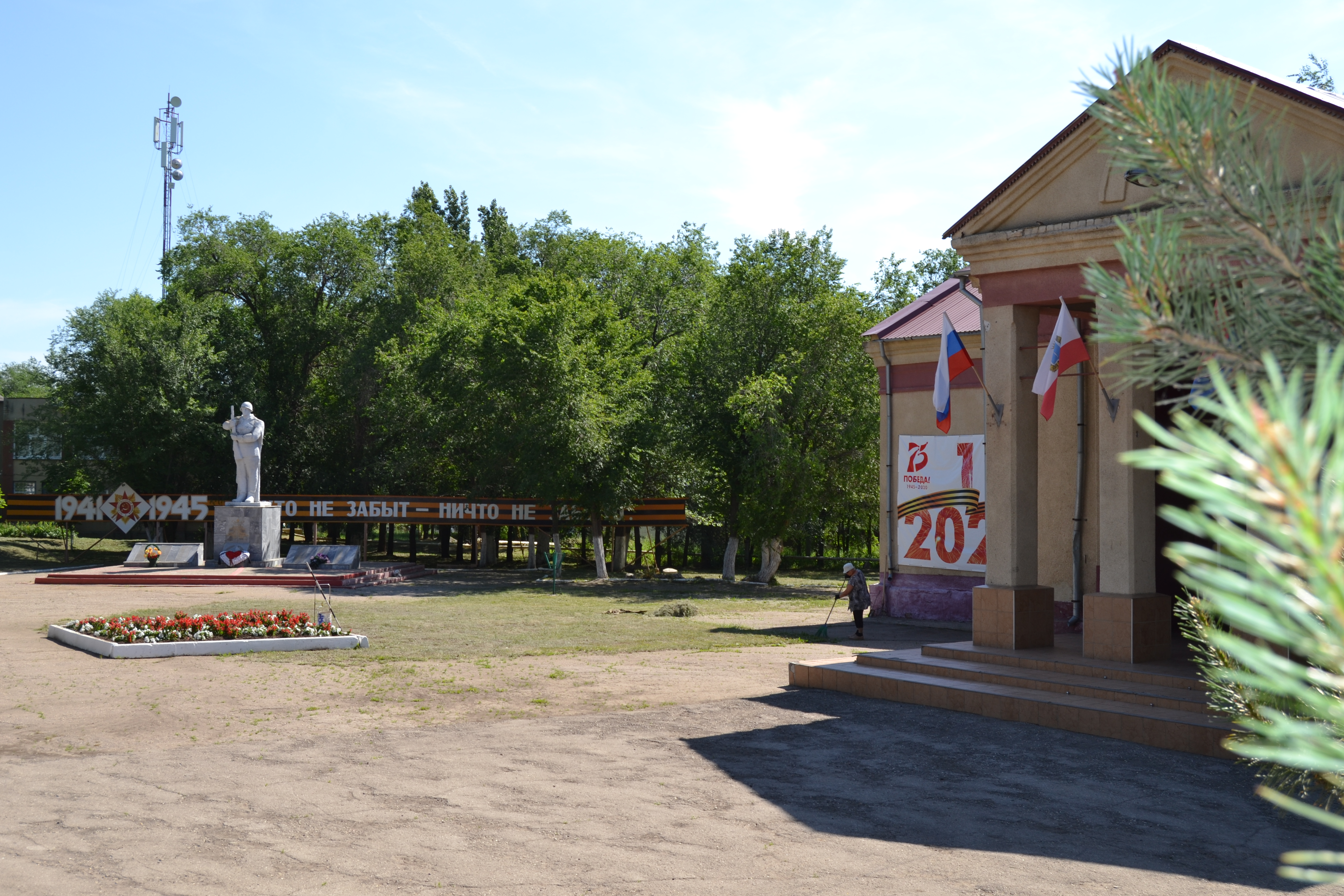
Площадь

В границах населённого пункта размещены несколько водных объектов — пруды. На пруду в устье Шахматова Оврага, предлагается услуга по спортивной рыбалке.

## Спорт и культура
В посёлке Дубки огромное внимание уделяется развитию видов спорта и массовому занятию физической культурой.
- при общеобразовательной школе много лет работает секция по баскетболу. Более 120 человек посещают спортивные тренировки. Команды под руководством опытного тренера Виктории Хернова принимают активное участие в школьной баскетбольной лиге;
- детский спортивный клуб единоборств "Сокол-Стар"проводит занятия по карате, тренировки осуществляет обладатель чёрного пояса по карате-до Вадо-Кай 2 Дан, Антомохин Даниил;
- секция по футболу при общеобразовательной школе работает под руководством профессионального спортсмена Дениса Бобрышева;
- секция по волейболу;
- кружок любителей шахмат.

## Достопримечательности
- Храм святых Царственных страстотерпцев — освящён 12 августа 2014 года митрополитом Саратовский и Вольским Лонгином[15].
- В центре посёлка у здания Дома культуры расположен монумент в память о войнах земляках погибших в Великой Отечественной войне (скульптор Тимофеев).
- На противоположной стороне, через дорогу от Дома культуры, установлена стела «Слава труду».
- За Домом культуры расположен поселковый парк.

## Люди связанные с посёлком
- Мамлина, Анастасия Витальевна (род. 23 января 1993 года, Дубки) — российская легкоатлетка, специализирующийся в метании копья и толкании ядра. Бронзовый призёр Сурдлимпийских игр 2017 года.
- Трифонова Лариса Викторовна — заслуженный учитель школы РСФСР, отличник просвещения РСФСР[16];

## Фотогалерея

### Посёлок на фотографиях

Виды посёлка
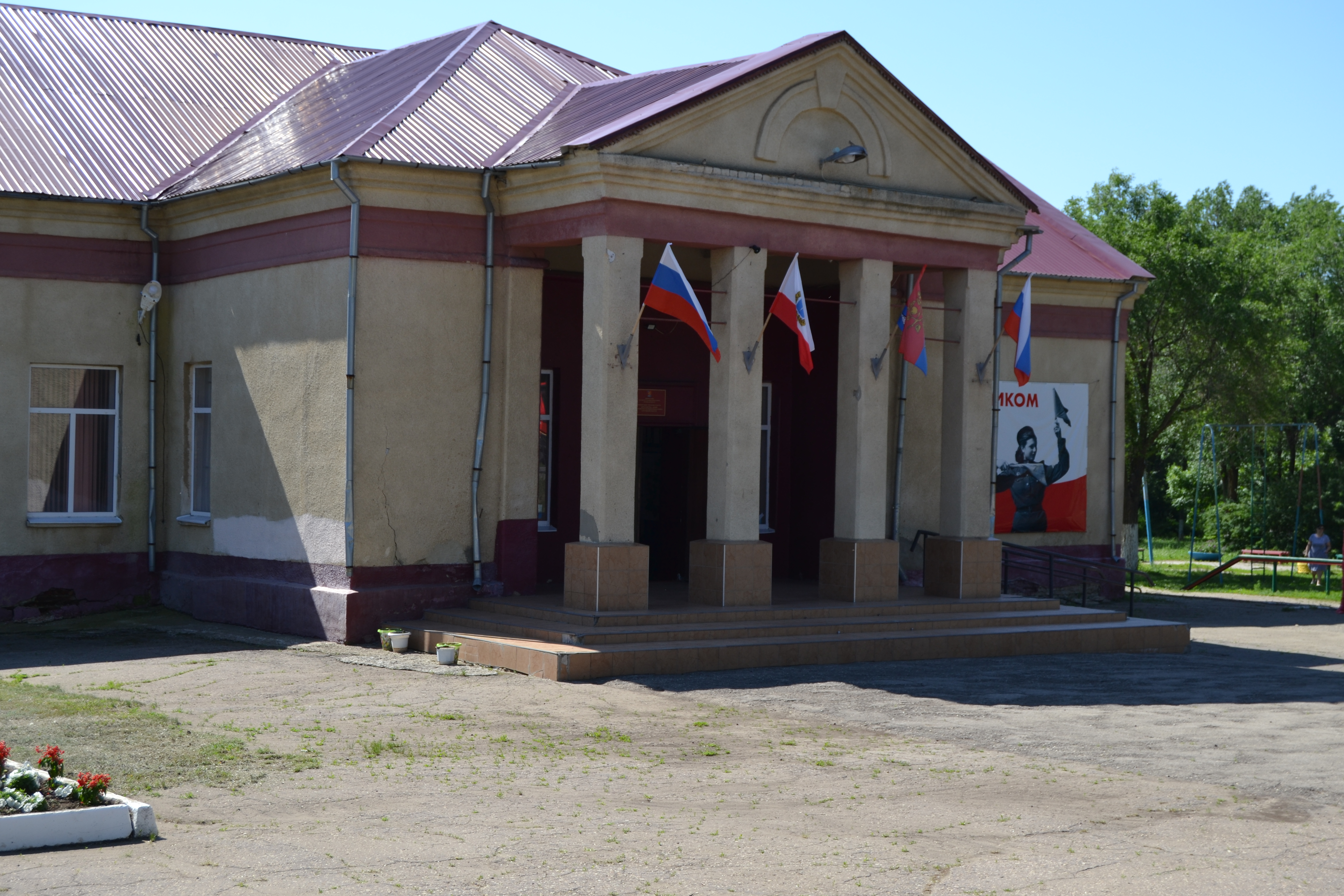
Дом культуры
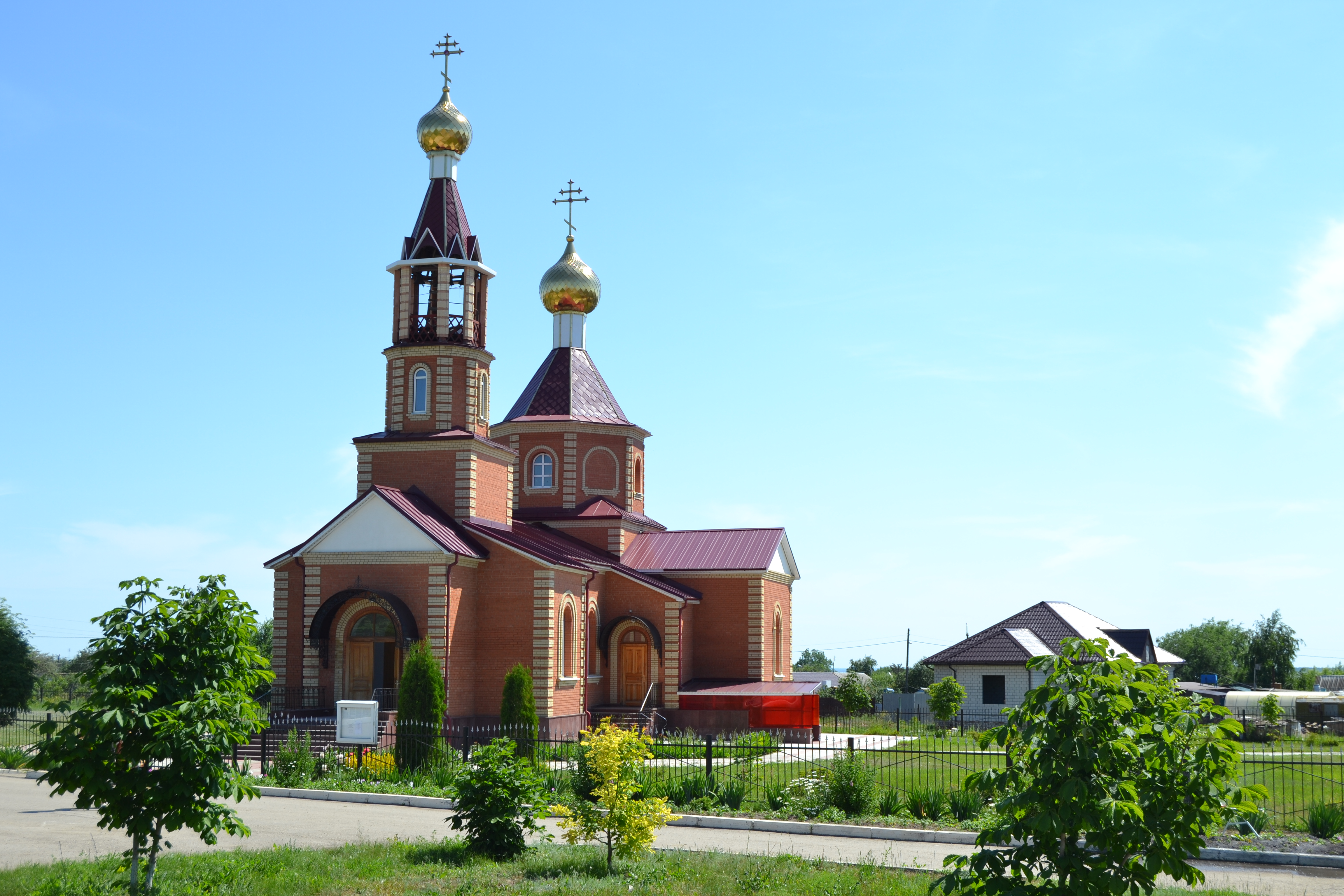
Храм
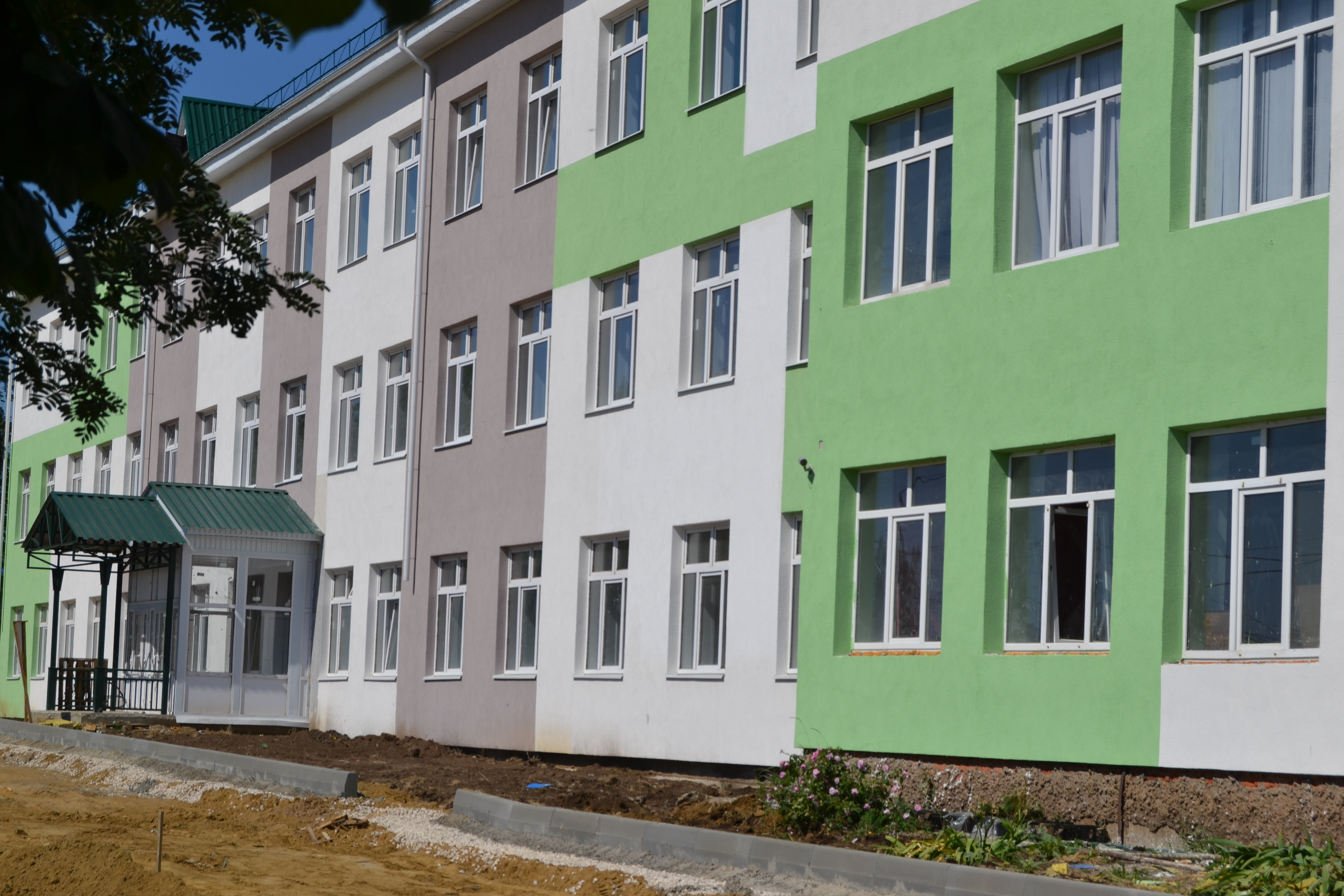
Школа в посёлке
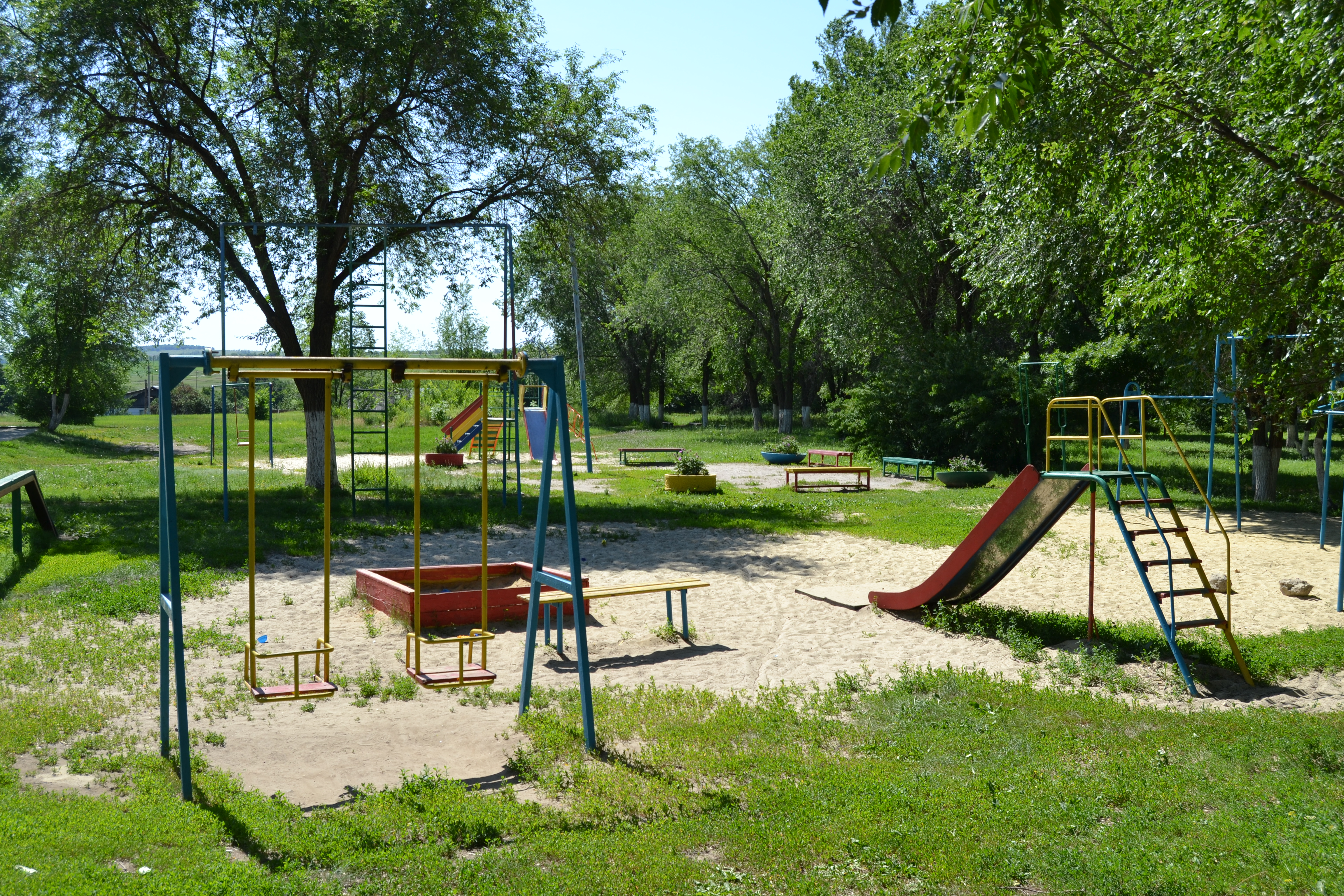
Детская площадка
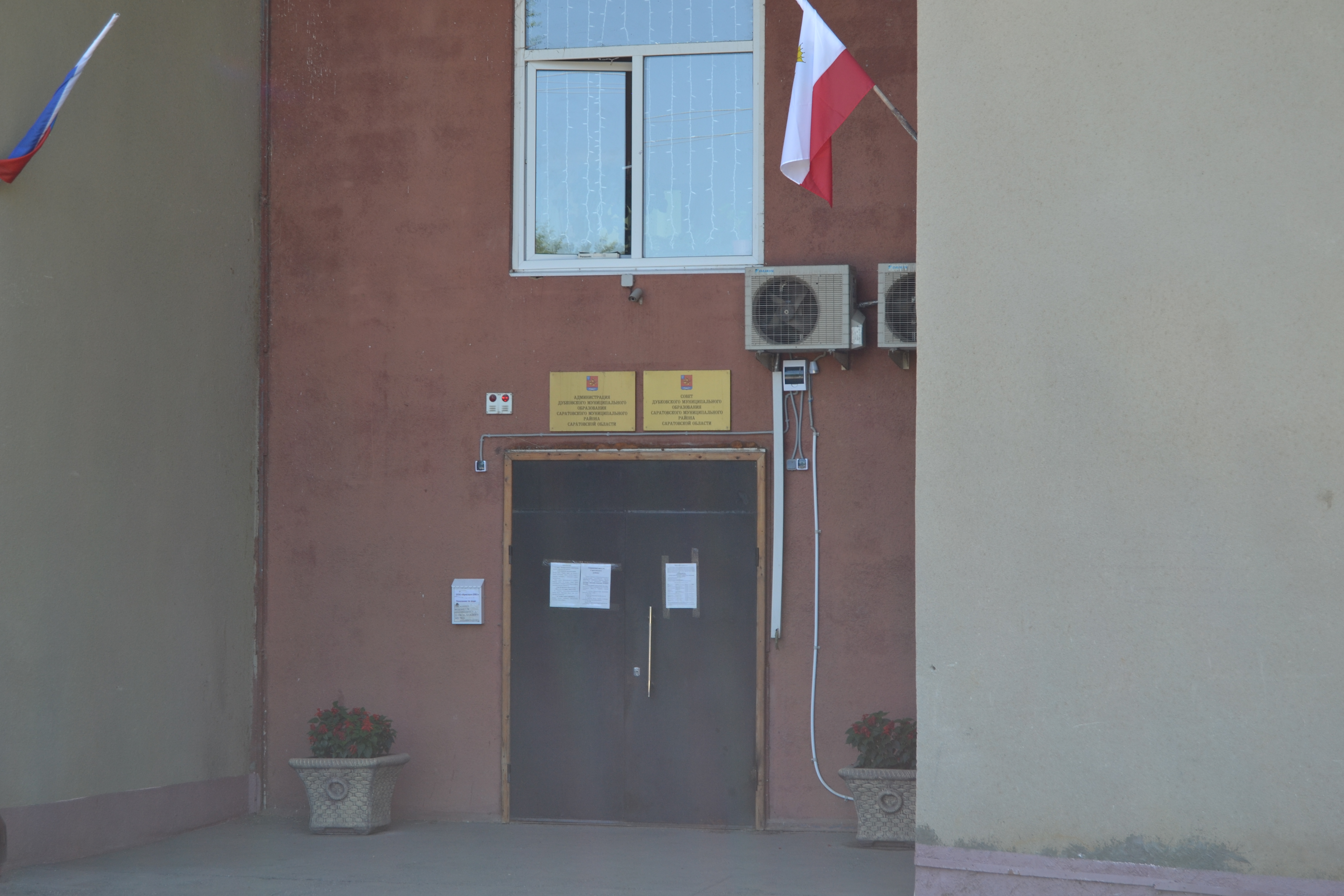
Здание администрации посёлка

### Память, гордость и культура посёлка

История посёлка
Мемориал Героям войны
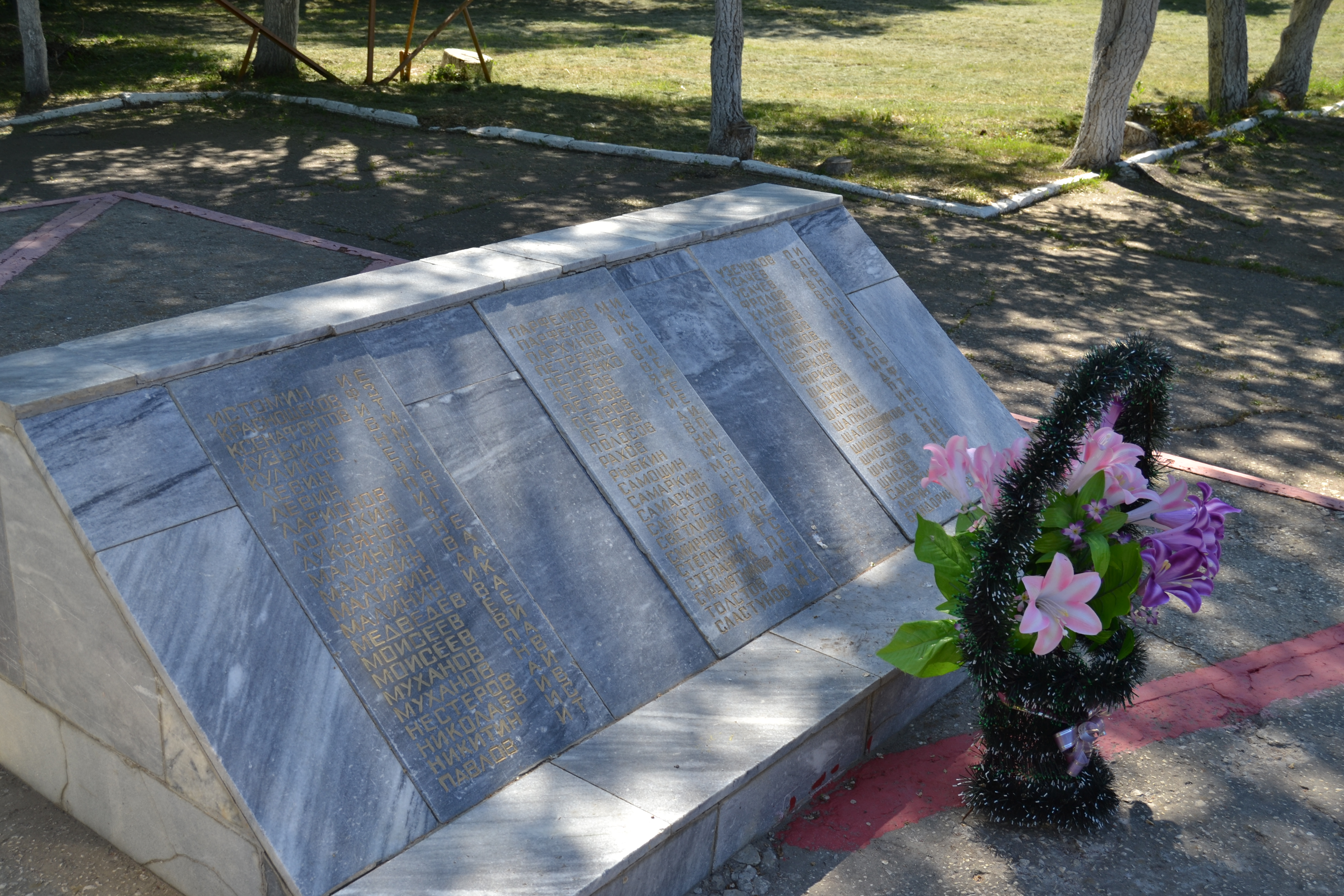
Они сражались за Родину
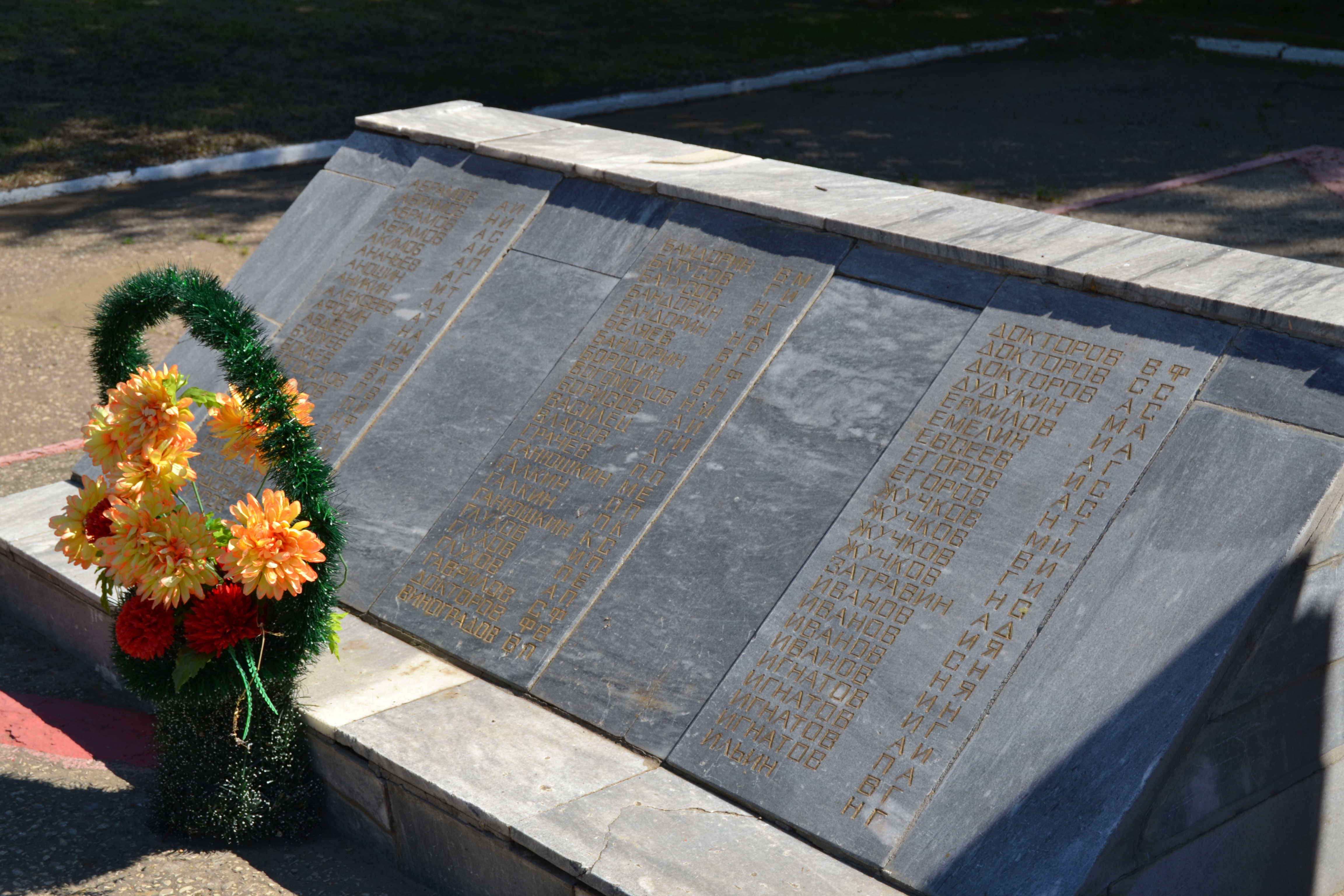
Они сражались за Родину
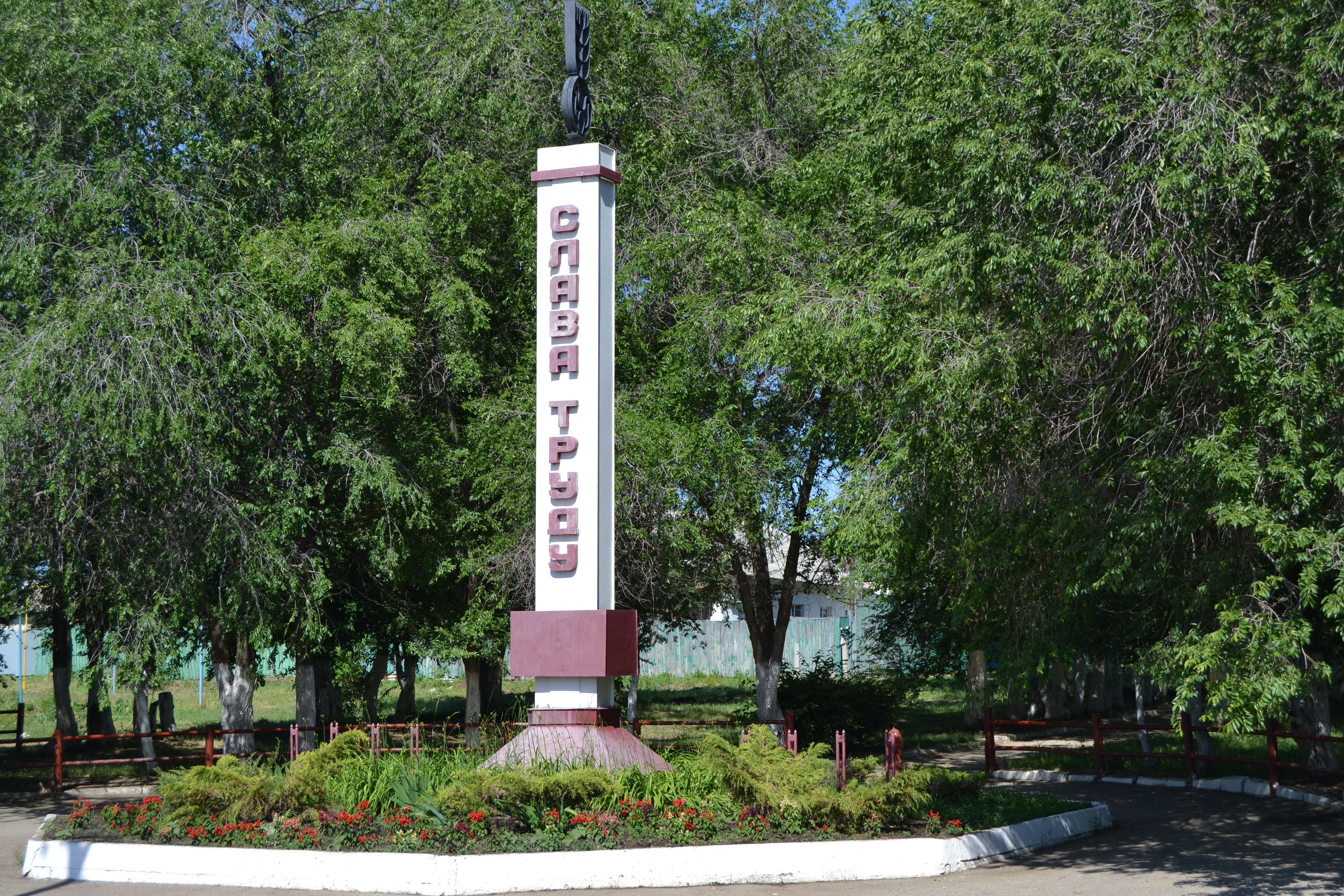
Слава Труду
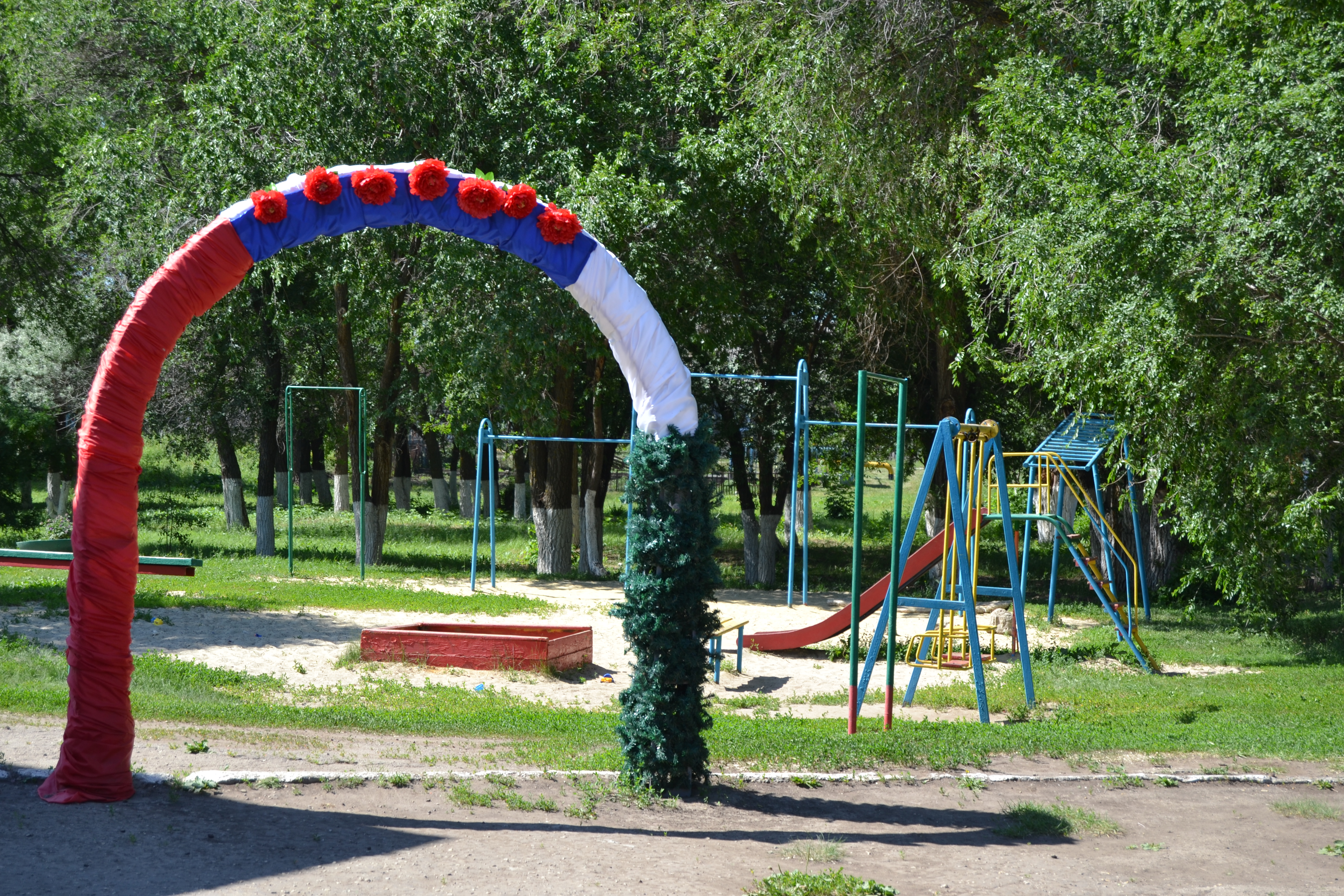
Парк

### Быт посёлка

Быт посёлка
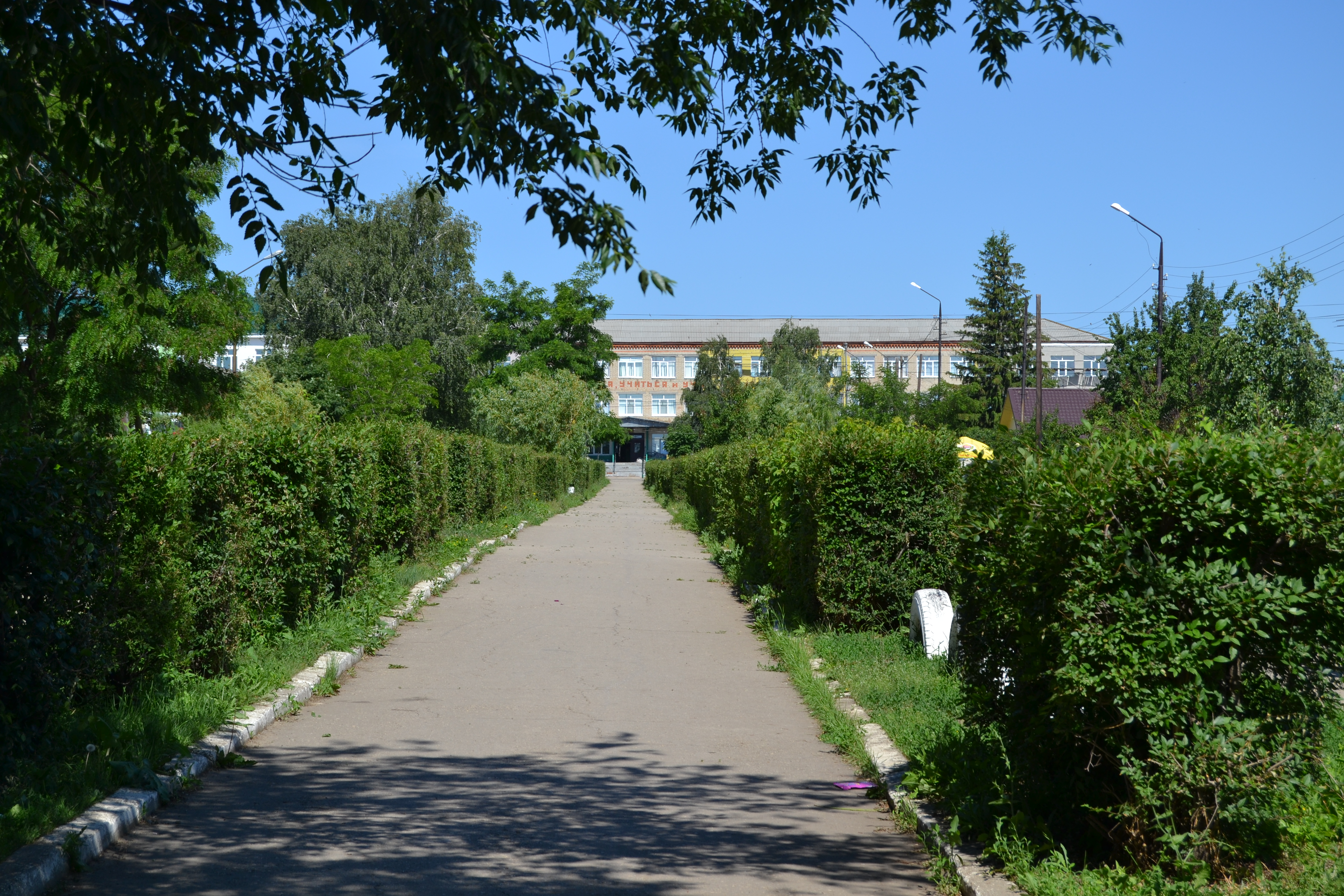
Сквер
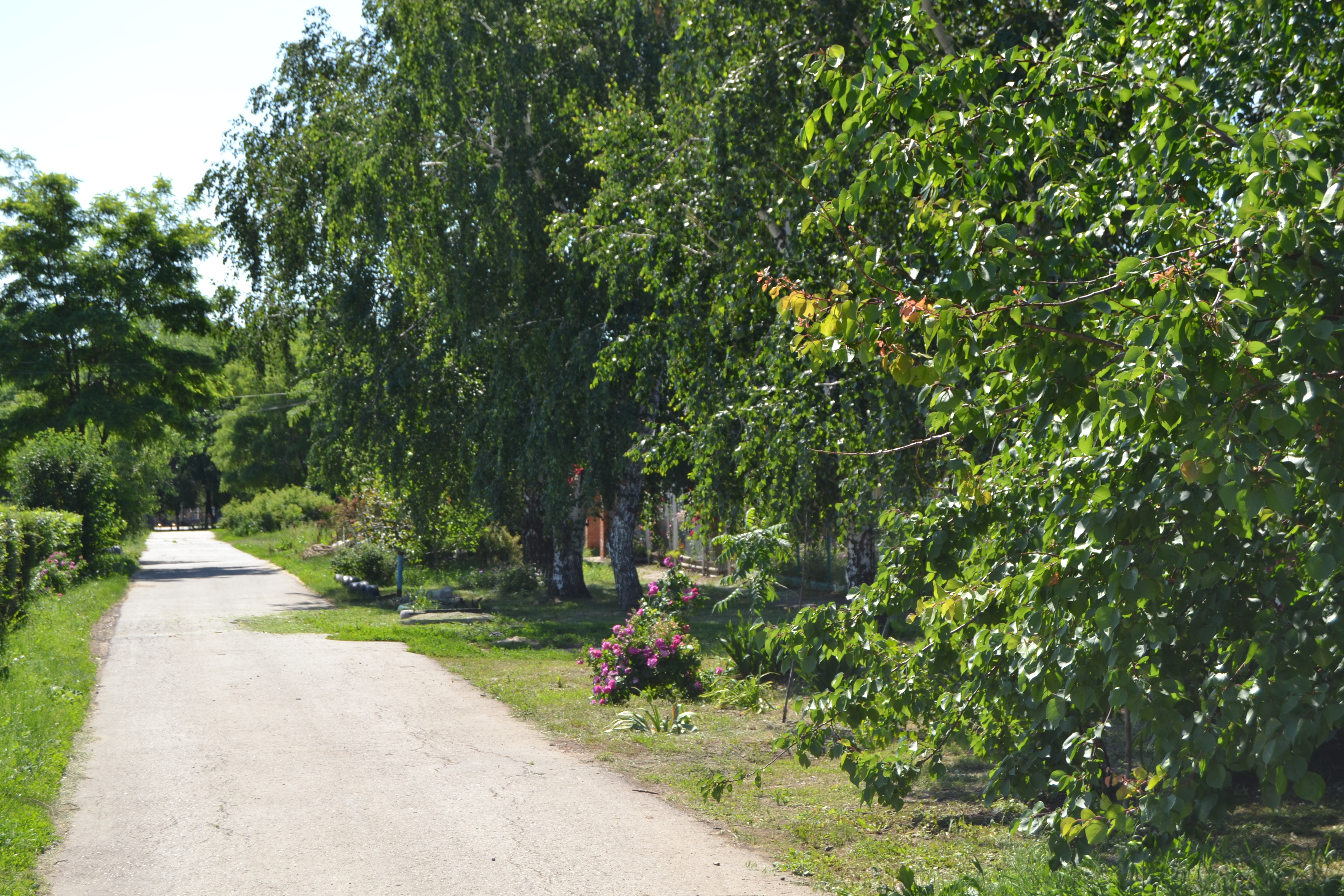
Улица Школьная
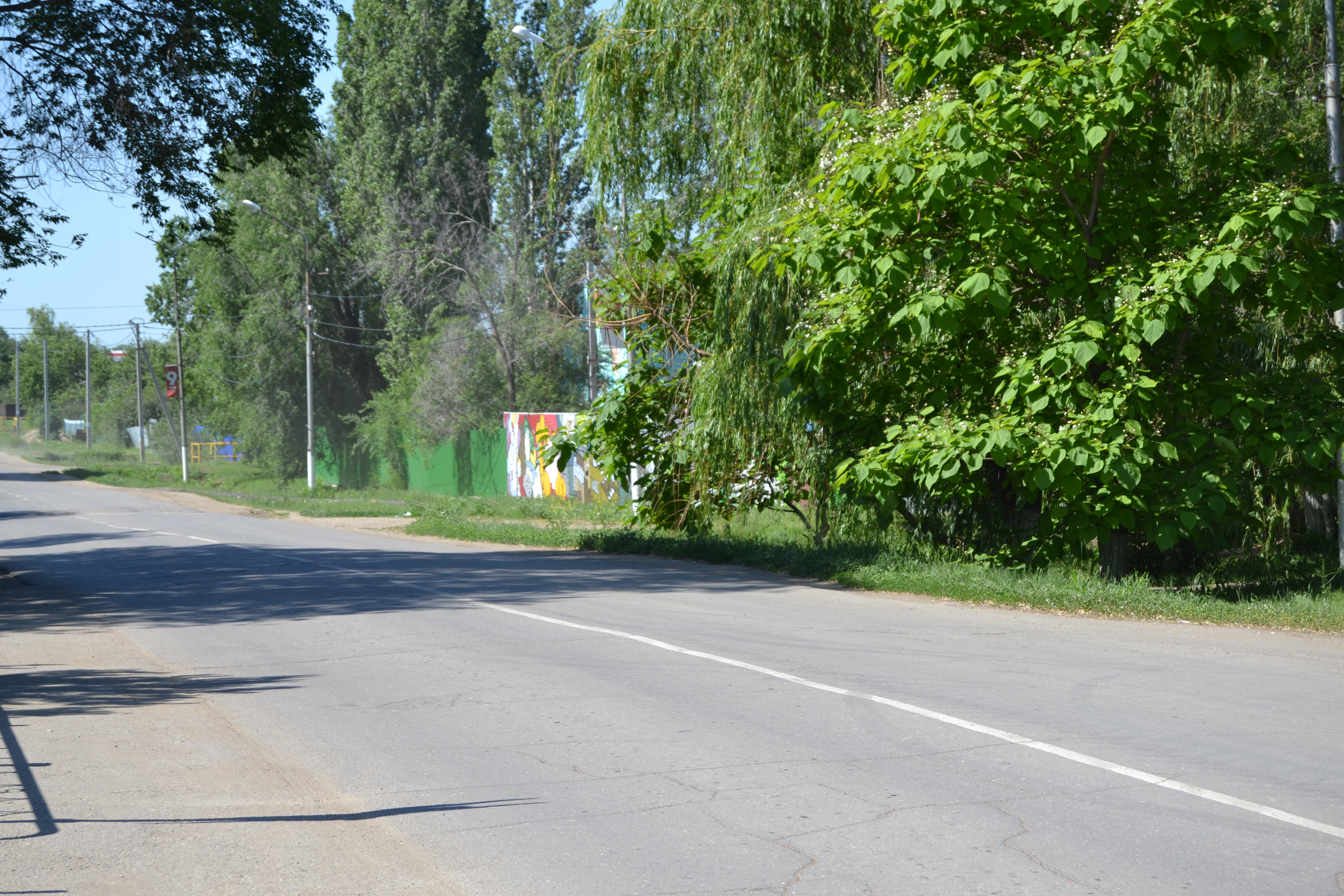
Улица Рахова
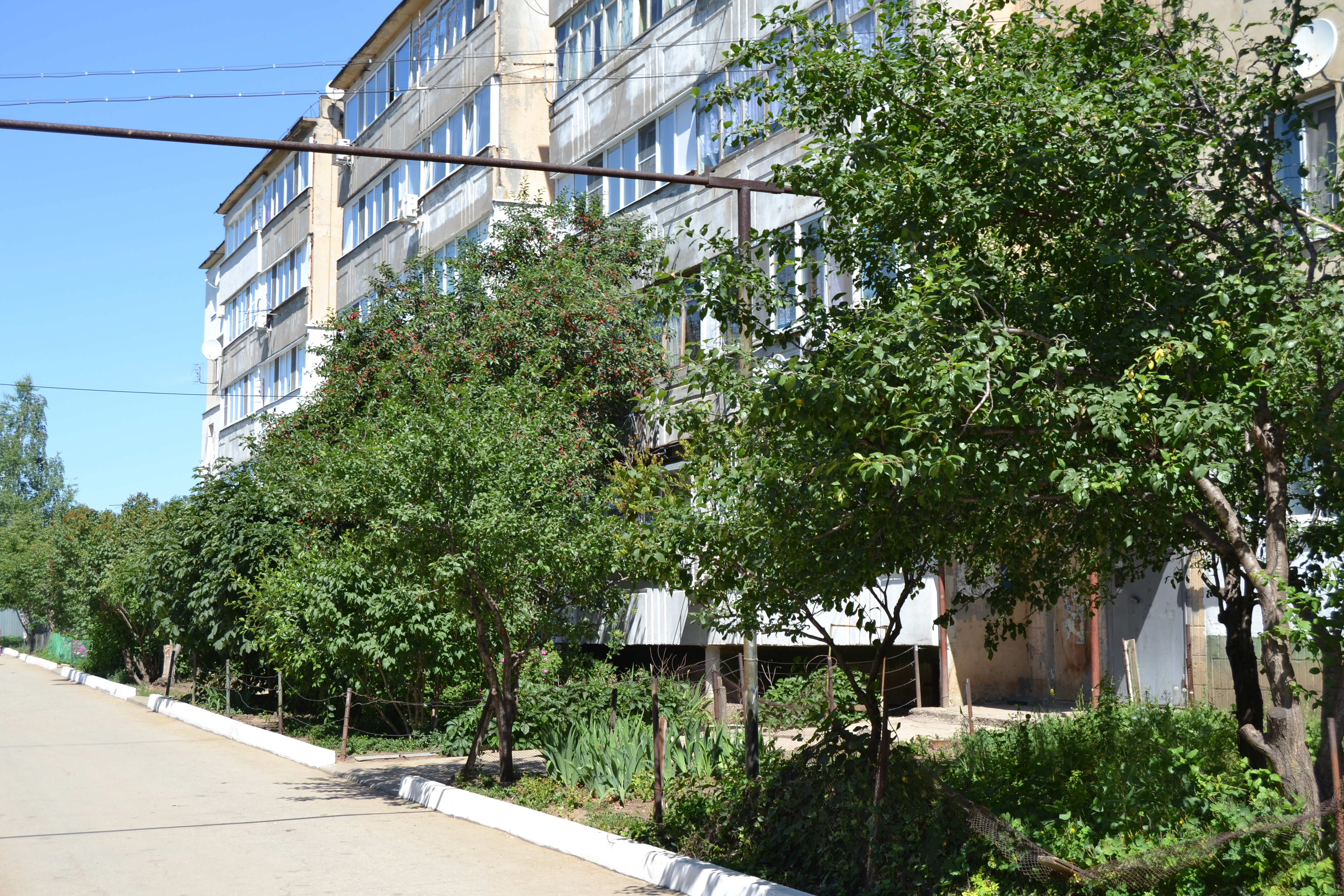
Дом по улице Юбилейная
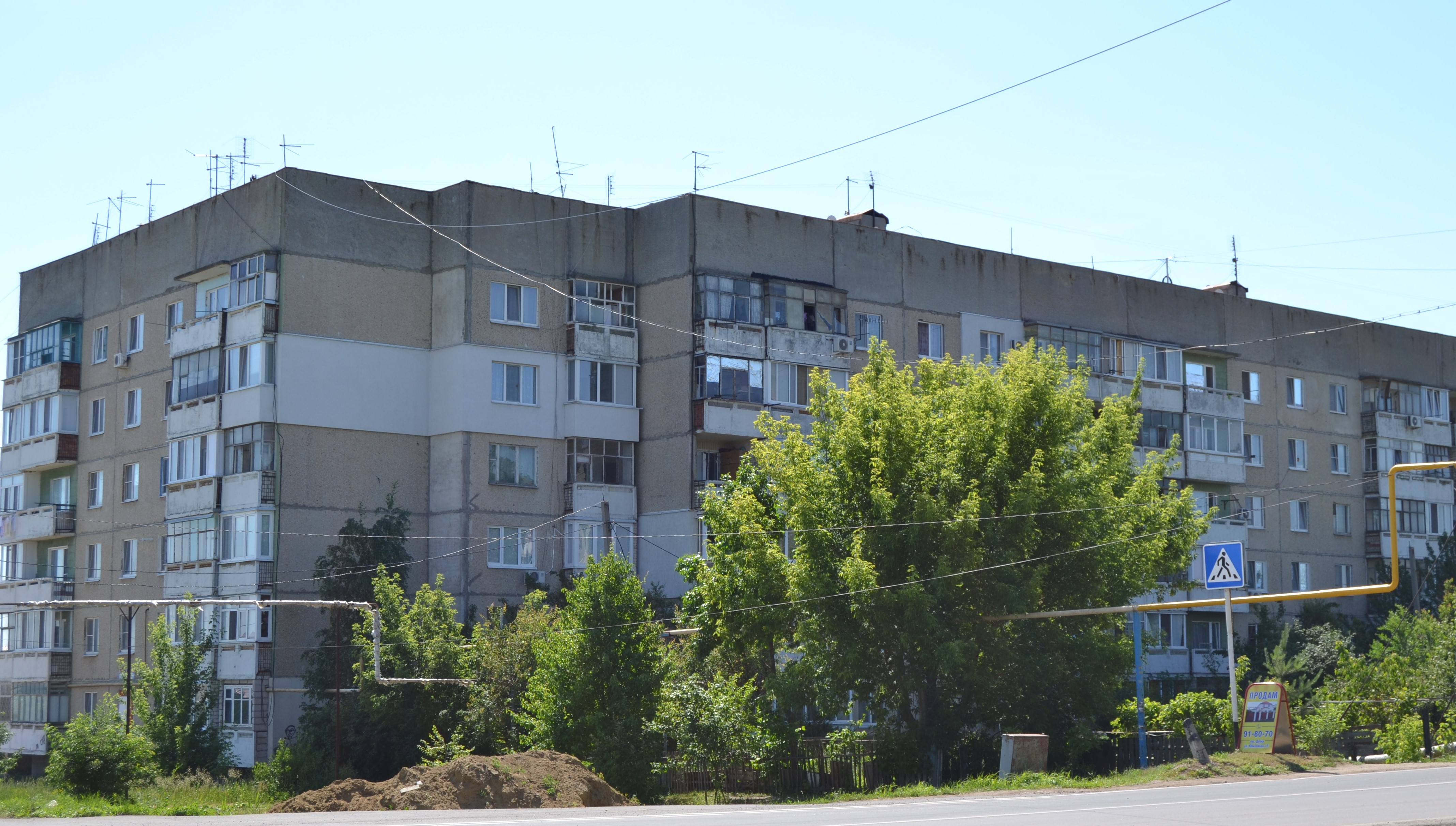
Дом по улице Центральная